# Penny sur M.A.R.S.
 (juillet 2020).
- Si vous ne connaissez pas le sujet, laissez ce bandeau (vous pouvez alors contacter les auteurs).
- Si vous supprimez le contenu mis en cause (vous pouvez préalablement contacter les auteurs),

argumentez précisément cette suppression dans la page de discussion
(un manque de référence n'est pas un argument ; une recherche réelle de référence doit avoir été effectuée, être formellement documentée).
 (octobre 2019).
Si vous disposez d'ouvrages ou d'articles de référence ou si vous connaissez des sites web de qualité traitant du thème abordé ici, merci de compléter l'article en donnant les références utiles à sa vérifiabilité et en les liant à la section « Notes et références ».
Alex & Co
Penny sur M.A.R.S. (Penny on M.A.R.S.) est une série télévisée italienne en 39 épisodes d'environ 22 minutes créée par Beatrice Valsecchi et diffusée entre le 7 mai 2018 et le 16 juillet 2020 sur Disney Channel (Italie) pour la saison 1 et 2, sur Disney+ pour la saison 3. La série est un spin-off d’Alex & Co.
En France, la série est diffusée depuis le 9 mars 2019 sur Disney Channel (France). Les trois saisons sont en VàD depuis le 24 juillet 2020 sur Disney+.

## Résumé

### Saison 1
Penny est la fille de la célèbre pop star Bakia qui a caché son existence à ses fans. Elle intègre sous un faux nom la prestigieuse école d'art M.A.R.S. et doit faire face à de nouveaux défis tout en gardant sa véritable identité secrète. Au cours de la saison, en plus des liens d'amitié qu'elle développe avec différents personnages, elle tombe amoureuse de Sebastian Storm. Cependant, leur couple se dégrade en raison d'un différend lié à leurs parents respectifs : la mère de Penny a volé la chanson du père de Sebastian. Penny essaiera d'oublier cette histoire, avec difficulté.

### Saison 2
Tout le monde sait que Penny est la fille de Bakia, tandis que Penny retrouve son père. À la M.A.R.S., les élèves s'affrontent dans un nouveau concours : le Two-Good. Penny sera en duo avec Sacha, les spectateurs apprendront que Sacha est amoureux d'elle. Penny ira à l'hôpital après s'être fracturé les côtes à cause de Sebastian. Elle rencontrera Pete, un orphelin, avec qui elle deviendra amie. Sebastian, lui, sera en duo avec Lucy, qui l'embrassera sous les yeux de Penny, la faisant pleurer.

### Saison 3
L'avion de Bakia ayant disparu, plus personne ne peut garder Pete, qui est mis en pensionnat. En arrivant là-bas, Penny rencontre Rob et Vicky. Elle participe ensuite à "The Talent" (émission connue dans la série dérivée de Penny sur M.A.R.S., Alex & Co). Les amis participeront au spectacle M.A.R.S.ical, Penny en duo avec Rob ; ils commenceront une relation à laquelle ils mettront fin brusquement. Pendant ce temps, Seb est en Nouvelle-Zélande : il a commencé sa carrière musicale et ne sera plus avec Penny. Martha sera comme la "Lucy de saison 1" : une rivale redoutable pour Penny.

## Fiche technique
- Titre original : Penny on M.A.R.S.
- Titre en français : Penny sur M.A.R.S.
- Création : Beatrice Valsecch
- Réalisation :
- Scénario :
- Production : The Walt Disney Company Italia
- Société(s) de production : 3Zero2, The Walt Disney Company Italia
- Société(s) de distribution : Disney Channel
- Pays d'origine :  Italie
- Langue originale : Anglais
- Format :
- Budget :

## Distribution

### Personnages principaux
| Acteur              | Personnages                    | Doublage        | Alex & Co: Episodes Spéciaux | Saison     | Saison     | Saison     |
| Acteur              | Personnages                    | Doublage        | Alex & Co: Episodes Spéciaux | 1          | 2          | 3          |
| ------------------- | ------------------------------ | --------------- | ---------------------------- | ---------- | ---------- | ---------- |
| Olivia-Mai Barrett  | Penny Mendez                   | Sarah Brahy     | Principale                   | Principale | Principale | Principale |
| Shannon Gaskin      | Camilla Young (meilleure amie) | Annaïg Bouguet  | Récurrente                   | Principale | Principale | Principale |
| Finlay MacMillan    | Sebastian Storm                | Brieuc Lemaire  |                              | Principal  | Principal  | Principal  |
| Olivia Chan         | Sofia Hu                       | Maïa Aboueleze  |                              | Principale | Principale | Principale |
| Ryan Dean           | Aleksandr "Sasha" Lukin        | Stéphane Pelzer |                              | Principal  | Principal  | Principal  |
| Giacomo Vigo        | Pete Swanson                   | Achille Dubois  |                              |            | Principal  | Principal  |
| Damien Walsh        | Nick Weber                     | Brice Mariaule  |                              | Principal  | Récurrent  |            |
| Damien Walsh        | Mike Weber                     | Brice Mariaule  |                              |            | Principal  |            |
| Luke Walsh          | Mike Weber                     | Brice Mariaule  |                              | Principal  |            | Principal  |
| Jessica Alexander   | Lucy Carpenter                 | Julie Dieu      |                              | Principale | Principale |            |
| Jack Christou       | Tom Lauder                     |                 |                              |            | Principal  | Principal  |
| Keenan Munn-Francis | Rob Walker                     |                 |                              |            |            | Principal  |
| Kira Malou          | Vicky Bernhard                 |                 |                              |            |            | Principale |
| Amani Lia           | Martha Patel                   |                 |                              |            |            | Principale |

### Personnages récurrents et invités
| Acteur                                        | Personnages                     | Alex & Co: Episodes Spéciaux | Saison             | Saison             | Saison             |
| Acteur                                        | Personnages                     | Alex & Co: Episodes Spéciaux | 1                  | 2                  | 3                  |
| --------------------------------------------- | ------------------------------- | ---------------------------- | ------------------ | ------------------ | ------------------ |
| Ben Richards (VFB : Stéphane Oertli)          | Freddy Wolf                     | Récurrent                    | Récurrent          | Récurrent          | Récurrent          |
| Merissa Porter (VFB : Séverine Cayron)        | Bakìa (mère de Penny)           | Récurrente                   | Récurrente         | Récurrente         | Récurrente         |
| Hanna Hefner (VFB : Marielle Ostrowski)       | Debbie Cornish                  |                              | Récurrente         | Récurrente         | Récurrente         |
| Joseph Rye (VFB : Frédéric Clou)              | Raul Storm (oncle de Sebastian) |                              | Récurrent          |                    |                    |
| Charlie Gardner (VFB : Erwin Grünspan)        | Mitch Storm (père de Sebastian) |                              | Récurrent          | Récurrent          |                    |
| Michael Rodgers (VFB : Simon Duprez)          | Bruce Gold                      |                              | Récurrent          | Récurrent          | Récurrent          |
| William Kenning (VFB : Stéphane Pirard)       | Roberto Piccolo                 |                              | Récurrent          | Récurrent          | Récurrent          |
| Alton Terry / Yonv Joseph (VFB : Simon Hommé) | Sean McDougal                   |                              | Récurrent          | Récurrent          | Récurrent          |
| Nathalie Rapti Gomez (VFB : Valérie Marchant) | Ella Johnson                    |                              | Récurrente         | Récurrente         | Récurrente         |
| Melanie Gray (VFB : Sophie Landresse)         | Tosca Bauer (prof de chant)     |                              | Récurrente         | Récurrente         | Récurrente         |
| Arianna Di Claudio                            | Arianna Rossi                   |                              | Invitée importante | Invitée importante | Invitée importante |
| Giorgia Massetti                              | Mme Grady                       |                              | Invitée            |                    |                    |
| Katie McGovern                                | Lisa Cunningham                 |                              | Invitée            |                    |                    |
| Douglas Dean                                  | Andrew Young                    |                              | Invité             |                    |                    |
| Andrea Scarduzio                              | M. Carpenter                    |                              | Invité             |                    |                    |
| Cecilia Gragnani                              | Mme Carpenter                   |                              | Invitée            |                    |                    |
| Christina Broccolini                          | Moly Lopez                      |                              | Invitée spéciale   | Invitée            |                    |
| Mauro Cipriani                                | Médecin chef                    |                              |                    | Invitée            |                    |
| Yoon Coon Cometti                             | Mr. Maki                        |                              |                    | Invité             |                    |
| Leonardo Ferrari                              | Dave Marshal                    |                              |                    |                    | Invité             |
| Andrea Beruatto                               | Adrian Glaser                   |                              |                    |                    | Invitée            |
| Asya Rotella                                  | Simo Ferrari                    |                              |                    |                    | Invitée            |
| Timothy Martin                                | M. Richter                      |                              |                    |                    | Invité             |

## Épisodes
| Saison | Saison | Épisodes | Royaume-Uni     | Royaume-Uni  | Italie         | Italie         | France et Belgique | France et Belgique |
| Saison | Saison | Épisodes | Début           | Fin          | Début          | Fin            | Début              | Fin                |
| ------ | ------ | -------- | --------------- | ------------ | -------------- | -------------- | ------------------ | ------------------ |
|        | 1      | 16       | 4 juin 2018     | 28 juin 2018 | 7 mai 2018     | 25 mai 2018    | 9 mars 2019        | 6 avril 2019       |
|        | 2      | 10       | 18 février 2019 | 5 mars 2019  | 8 avril 2019   | 19 avril 2019  | 13 avril 2019      | 27 avril 2019      |
|        | 3      | 13       | 17 février 2020 | 9 mars 2020  | 3 juillet 2020 | 3 juillet 2020 | 28 août 2020       | 11 septembre 2020  |

### Saison 1 (2018)
| №  | #  | Titre français             | Titre original         | Diffusion originale | Code prod. |
| -- | -- | -------------------------- | ---------------------- | ------------------- | ---------- |
| 1  | 1  | La nouvelle vie de Penny   | La nuova vita di Penny | 7 mai 2018          | 101        |
| 2  | 2  | La nouvelle vie de Penny   | La nuova vita di Penny | 7 mai 2018          | 102        |
| 3  | 3  | Le voleur de porte-bonheur | Un ragazzo per due     | 8 mai 2018          | 103        |
| 4  | 4  | Un ami dans le besoin      | Amici in difficoltà    | 9 mai 2018          | 104        |
| 5  | 5  | La journée portes ouvertes | Open Day               | 10 mai 2019         | 105        |
| 6  | 6  | La revanche                | Il misterioso M        | 11 mai 2019         | 106        |
| 7  | 7  | Personne n’est parfait     | Nessuno è perfetto     | 14 mai 2019         | 107        |
| 8  | 8  | Un faux baiser             | Solo per finta         | 15 mai 2019         | 108        |
| 9  | 9  | Ton père, ce héros         | Tuo padre è un eroe    | 16 mai 2019         | 109        |
| 10 | 10 | L’audition                 | L’audizione            | 17 mai 2019         | 110        |
| 11 | 11 | Les sentiments             | Fine di un’amicizia    | 18 mai 2019         | 111        |
| 12 | 12 | La guerre est déclarée     | Nemiche                | 21 mai 2019         | 112        |
| 13 | 13 | Le concert                 | Una serata speciale    | 22 mai 2019         | 113        |
| 14 | 14 | Protestation               | Veri amici             | 23 mai 2019         | 114        |
| 15 | 15 | Le porte-bonheur           | Il portafortuna        | 24 mai 2019         | 115        |
| 16 | 16 | Le Big One                 | Il Big One             | 25 mai 2019         | 116        |

### Saison 2 (2019)
| №  | #  | Titre français     | Titre original             | Diffusion originale | Code prod. |
| -- | -- | ------------------ | -------------------------- | ------------------- | ---------- |
| 17 | 1  | Nouvelle amitié    | Un nuovo amico             | 8 avril 2019        | 201        |
| 18 | 2  | Qui est Tom ?      | L'identità nascosta di Tom | 9 avril 2019        | 202        |
| 19 | 3  | Maman, voici papa  | Mamma, ti presento papà    | 10 avril 2019       | 203        |
| 20 | 4  | Le baiser surprise | Il bacio inaspettato       | 11 avril 2019       | 204        |
| 21 | 5  | La preuve          | La prova                   | 12 avril 2019       | 205        |
| 22 | 6  | Le Tag             | Il murale                  | 15 avril 2019       | 206        |
| 23 | 7  | L'anniversaire     | La festa di compleanno     | 16 avril 2019       | 207        |
| 24 | 8  | La chanson de Pete | La canzone di Pete         | 17 avril 2019       | 208        |
| 25 | 9  | Le piège           | La trappola                | 18 avril 2019       | 209        |
| 26 | 10 | Le Two-Good        | Il 2-Good                  | 19 avril 2019       | 210        |

### Saison 3 (2020)
| №  | #  | Titre français            | Titre original            | Diffusion originale | Code prod. |
| -- | -- | ------------------------- | ------------------------- | ------------------- | ---------- |
| 27 | 1  | À l'autre bout du monde   | L'altra parte del mondo   | 3 juillet 2020      | 301        |
| 28 | 2  | Le vilain petit canard    | Il brutto anatroccolo     | 3 juillet 2020      | 302        |
| 29 | 3  | Bienvenue chez toi, maman | Bentornata, Mamma         | 3 juillet 2020      | 303        |
| 30 | 4  | Mauvaise surprise         | Una sorpresa sgradita     | 3 juillet 2020      | 304        |
| 31 | 5  | Les Jeunes Talents        | Il talent show!           | 3 juillet 2020      | 305        |
| 32 | 6  | D'amour ou d'amitié ?     | Solo amici?               | 3 juillet 2020      | 306        |
| 33 | 7  | Prima ballerina           | Prima ballerina           | 3 juillet 2020      | 307        |
| 34 | 8  | Invités inattendus        | Ospiti inattesi           | 3 juillet 2020      | 308        |
| 35 | 9  | Rumeurs                   | Pettegolezzi              | 3 juillet 2020      | 309        |
| 36 | 10 | Attrappons Pete !         | Andiamo a prendere Pete!  | 3 juillet 2020      | 310        |
| 37 | 11 | Qui ira en finale ?       | Chi arriverà alle finali? | 3 juillet 2020      | 311        |
| 38 | 12 | Le M.A.R.S.ical           | Il musical del M.A.R.S.   | 3 juillet 2020      | 312        |
| 39 | 13 | Mandy Spalma              | Le finali                 | 3 juillet 2020      | 313        |

## Diffusions internationales
| Pays               | Chaîne                                                     | Date de diffusion                  | Date de diffusion                  | Date de diffusion                    | Titre                  |
| Pays               | Chaîne                                                     | Saison 1                           | Saison 2                           | Saison 3                             | Titre                  |
| ------------------ | ---------------------------------------------------------- | ---------------------------------- | ---------------------------------- | ------------------------------------ | ---------------------- |
| Italie             | Disney Channel (Italie) (saison 1 et 2) Disney+ (saison 3) | 7 mai 2018 - 25 mai 2018           | 8 avril 2019 - 19 avril 2019       | 3 juillet 2020                       | Penny on M.A.R.S.      |
| Italie             | Rai 2                                                      | 18 février 2019 - 7 mars 2019      | 9 décembre 2019 - 20 décembre 2019 |                                      | Penny on M.A.R.S.      |
| Royaume-Uni        | Disney Channel (Royaume-Uni et Irlande)                    | 4 juin 2018 - 28 juin 2018         | 18 février 2019 - 5 mars 2020      | 17 février 2020 - 9 mars 2020        | Penny on M.A.R.S.      |
| Irlande (pays)     | Disney Channel (Royaume-Uni et Irlande)                    | 4 juin 2018 - 28 juin 2018         | 18 février 2019 - 5 mars 2020      | 17 février 2020 - 9 mars 2020        | Penny on M.A.R.S.      |
| Israël             | Disney Channel (Israël)                                    | 31 octobre 2018 - 13 février 2019  | 31 juillet 2019 - 2 octobre 2019   |                                      | פני (Penny)            |
| Danemark           | Disney Channel (Scandinavie)                               | 19 novembre 2018 - 7 décembre 2018 | 20 mai 2019 - 31 mai 2019          | 13 juin 2020 -                       | Penny on M.A.R.S.      |
| Finlande           | Disney Channel (Scandinavie)                               | 19 novembre 2018 - 7 décembre 2018 | 20 mai 2019 - 31 mai 2019          | 13 juin 2020 -                       | Penny on M.A.R.S.      |
| Norvège            | Disney Channel (Scandinavie)                               | 19 novembre 2018 - 7 décembre 2018 | 20 mai 2019 - 31 mai 2019          | 13 juin 2020 -                       | Penny on M.A.R.S.      |
| Suède              | Disney Channel (Scandinavie)                               | 19 novembre 2018 - 7 décembre 2018 | 20 mai 2019 - 31 mai 2019          | 13 juin 2020 -                       | Penny on M.A.R.S.      |
| Grèce              | Disney Channel (Grèce)                                     | 14 janvier 2019 - 1er février 2019 | 6 mai 2019 - 17 mai 2019           | 18 mai 2020 - 28 mai 2020            | Η Πενι στο Μ.Α.Ρ.Σ.    |
| Arabie saoudite    | Disney Channel (Moyen-Orient) et MBC4                      | 14 janvier 2019 - 1er février 2019 | 6 mai 2019 - 17 mai 2019           | 18 mai 2020 - 28 mai 2020            | باني أون إم. ايه.آر.إس |
| Afrique du Sud     | Disney Channel (Afrique du Sud)                            | 14 janvier 2019 - 1er février 2019 | 6 mai 2019 - 17 mai 2019           | 18 mai 2020 - 28 mai 2020            | Penny on M.A.R.S.      |
| Pologne            | Disney Channel (Pologne)                                   | 4 février 2019 - 28 février 2019   | 23 septembre 2019 - 4 octobre 2019 | 20 avril 2020 - 23 septembre 2020    | Penny z M.A.R.Sa       |
| Hongrie            | Disney Channel (Europe du centre et de l'est)              | 4 février 2019 - 28 février 2019   | 23 septembre 2019 - 4 octobre 2019 | 5 octobre 2020 - 21 octobre 2020     | Penny a M.A.R.S.-ból   |
| République tchèque | Disney Channel (Europe du centre et de l'est)              | 4 février 2019 - 28 février 2019   | 23 septembre 2019 - 4 octobre 2019 | 5 octobre 2020 - 21 octobre 2020     | Penny z M.A.R.Su       |
| Bulgarie           | Disney Channel (Europe du centre et de l'est)              | 18 février 2019 - 14 mars 2019     | 27 mai 2019 - 7 juin 2019          | 7 septembre 2020 - 23 septembre 2020 | Пени от М.А.Р.С.       |
| Roumanie           | Disney Channel (Roumanie)                                  | 18 février 2019 - 14 mars 2019     | 27 mai 2019 - 7 juin 2019          | 7 septembre 2020 - 23 septembre 2020 | Penny de la M.A.R.S.   |
| France             | Disney Channel (France)                                    | 9 mars 2019 - 6 avril 2019         | 13 avril 2019 - 27 avril 2019      | 28 août 2020 - 11 septembre 2020     | Penny sur M.A.R.S.     |
| Belgique           | Disney Channel (Belgique)                                  | 9 mars 2019 - 6 avril 2019         | 13 avril 2019 - 27 avril 2019      | 28 août 2020 - 11 septembre 2020     | Penny sur M.A.R.S.     |
| Belgique           | OUFtivi                                                    | 4 août 2020 - 13 août 2020         | 14 août 2020 - 20 août 2020        |                                      | Penny sur M.A.R.S.     |
| Pays-Bas           | Disney Channel (Pays-Bas)                                  | 9 mars 2019 - 6 avril 2019         | 4 mai 2019 - 2 juin 2019           |                                      | Penny on M.A.R.S.      |
| Espagne            | Disney Channel (Espagne)                                   | 6 mai 2019 - 30 mai 2019           | 10 juin 2019 - 25 juin 2019        |                                      | Penny en M.A.R.S.      |
| Portugal           | SIC                                                        | 27 janvier 2020 - 21 février 2020  | 17 mars 2020 - 30 mars 2020        |                                      | Penny em M.A.R.S.      |
| Canada             | ICI TOU.TV                                                 | 11 août 2020                       | 11 août 2020                       |                                      | Penny sur M.A.R.S.     |

## Personnages
- Pentachord / Penny Mendez : jeune fille de 16 ans, passionnée de chant. Elle vit avec sa mère, Bakia, sa meilleure amie Camilla, ainsi que la mère de celle-ci, Debbie. Elle sera en couple avec Sebastian ; au début de la saison 2, ils se sépareront après une mauvaise publication de celui-ci. Plus tard, ils se remettront ensemble[pertinence contestée]. Elle sera en duo avec Sasha pour le Two-Good.
- Camilla Young : meilleure amie de Penny. Dans la première saison, elle est amoureuse de Sebastian, mais elle finit par abandonner. Dans la saison 2, elle tombe amoureuse de Tom[pertinence contestée].
- Sebastian Storm : musicien guitariste. Il tombe amoureux de Penny dès la première fois qu’il l’aperçoit[pertinence contestée]. Dans la saison 2, il sera en duo avec Lucy, pour le Two-Good.
- Lucy Carpenter (saison 1 et 2) : rivale de Penny. Dans la saison 2, elle forme un duo avec Sebastian pour le Two good. Après avoir perdu, elle quittera la M.A.R.S. dans la saison 3.
- Aleksandr / Sasha Lunkin : ami de Lucy. Dans la saison 2, il est amoureux de Penny[pertinence contestée]. Ils participent au Two-good et le remportent.
- Sofia Hu : danseuse. Dans la saison 2, elle est amoureuse de Nick mais elle tombe ensuite amoureuse de Mike[pertinence contestée].
- Nick Weber (Principal, saison 1, récurrent, saison 2) : frère de Mike et il est aussi amoureux de Sofia[pertinence contestée].
- Mike Weber : frère de Nick, il est amoureux, comme son frère, de Sofia[pertinence contestée].
- Tom Lauder (saison 2) : neveu de Freddy Wolf ; il va se mettre en couple avec Camilla, mais il va s'en prendre à Penny[pertinence contestée].
- Pete (saison 2 et 3) : Pete est un enfant que Penny a rencontré à l’hôpital.
- Martha (saison 3)
- Rob (saison 3)
- Vicky (saison 3)
- Bakia : mère de Penny, célèbre pop star.
- Freddy Wolf : assistant de Bakia.
- Debbie Cornish : c'est comme la belle-mère de Penny ; quand Bakia n'est pas là, elle vient à sa place[Quoi ?].
- Mitch Storm (saison 1 et 2) : père de Sebastian.
- Bruce Gold : père de Penny.
- Raul Storm (saison 1) : oncle de Sebastian.
- Ella Johnson : professeur à la M.A.R.S.
- Roberto Piccolo : professeur à la M.A.R.S.
- Sean McDougal : professeur à la M.A.R.S.
- Tosca Bauer : professeur à la M.A.R.S.
- Arianna Rossi : nièce d'Ella, elle fait des de petites apparitions dans chaque saison.
- Dave Mrshall (saison 3) : juge de l'émission The Talent.
- Adrian Glaser (saison 3) : juge de l'émission The Talent.
- Simo Ferrari (saison 3) : juge de l'émission The Talent.
- Molly Lopez (apparition, saison 1 ; invitée, saison 2) : journaliste.